# Wilhelm Stenhammar
För andra betydelser, se Stenhammar.

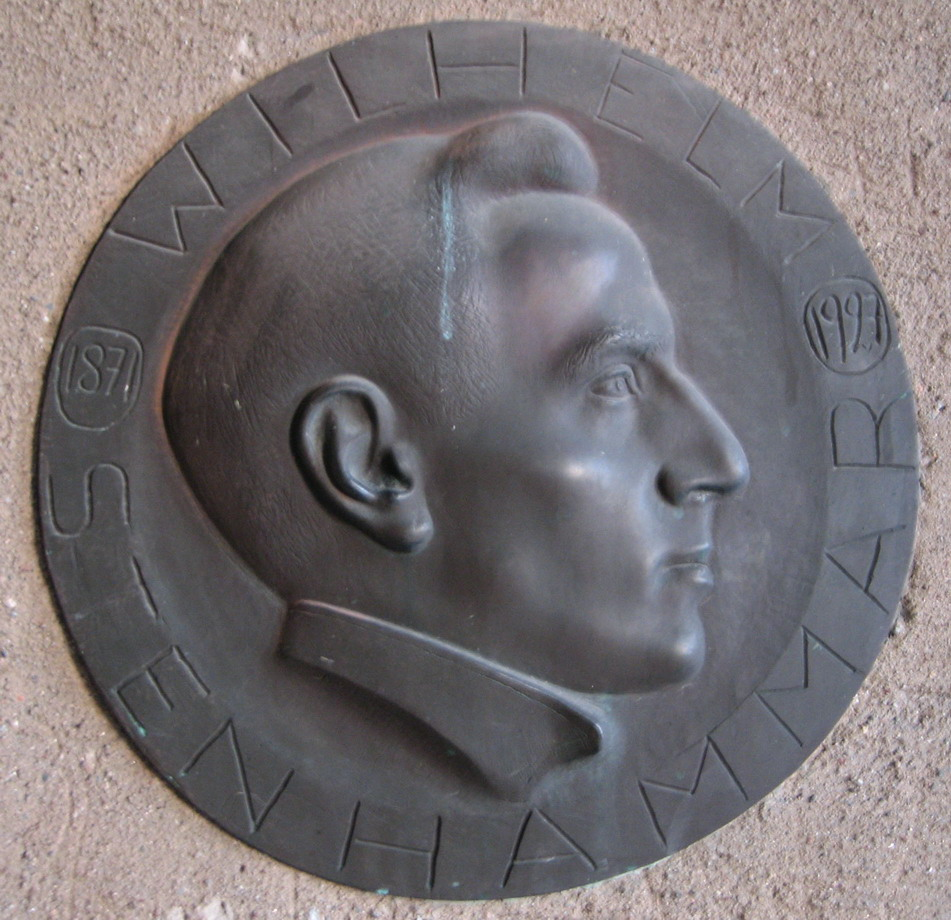
Skulptural relief som avbildar Stenhammar, Stockholms stadshus.

Carl Wilhelm Eugen Stenhammar, född 7 februari 1871 i Stockholm, död 20 november 1927 i Jonsered, Västergötland, var en svensk kompositör, pianist och dirigent.
Wilhelm Stenhammar tillhörde kultursläkten Stenhammar. Han var son till tonsättaren och arkitekten Per Ulrik Stenhammar och grevinnan Louise Rudenschöld samt bror till arkitekten Ernst Stenhammar. Wilhelm Stenhammar gifte sig med konstnären Helga Westerberg och blev far till sångarna Claes Göran och Hillevi Stenhammar. Hans tilltalsnamn i familjen var Sten.

## Uppväxt
Som ung var Stenhammar känd som pianist, men studerade även harmonilära, vilket redan 1879–1880 ledde till att han gjorde sina första små kompositioner. De första som blev tryckta var Fågeln på frusen gren och Lärkan vilka ingick i Bilder ur djurens lif för skolan och hemmet som utgavs av prinsessan Eugénie 1883. Barndomskompositionerna bestod främst av pianostycken (sonater) och vokalmusik för musikutövning i hemmet, bland annat också en opera efter Zacharias Topelius' Prinsessan Törnrosa. Tonsättningen av Albert Theodor Gellerstedts I skogen, som publicerades 1892, komponerades 1887. Vid denna tid var Stenhammar elev vid Nya elementarskolan i Stockholm men revolterade mot skolgången och ägnade sig från mars 1888 helt åt musikstudier. Hans lärare i piano blev Richard Andersson, kontrapunkt och komposition studerade han för Joseph Dente 1888–1889 och Emil Sjögren, orgelspel för Gustaf Wilhelm Heintze och August Lagergren.
Han avlade organistexamen som privatist 1890 och var ett par år organist vid franska kyrkan i Stockholm. Samtidigt med studierna gjorde han flera kompositioner såsom körballaderna Prinsessan och svennen (till text av Karl Alfred Melin) som påbörjades 1886 eller 1887 där första delen I rosengården uppfördes 1892 och Snöfrid till Viktor Rydbergs text från 1891 samt de tre körvisor a cappella till dikter av Jens Peter Jacobsen 1890, balladen Florez och Blanzeflor till text av Oscar Levertin 1891, ett stort antal såger bland annat Lokkeleg, Aftenstemning och Ballad (1888), När sol går ned och Irmelin Rose (1889) samt tre sånger till text av Heinrich Heine. Vintern 1891–1892 började Stenhammar framträda oftare som pianist, bland annat med Tor Aulin och hans stråkkvartett. Våren 1892 började han komponera en opera av Henrik Ibsens Gildet på Solhaug med endast obetydliga strykningar i originaltexten. Den uppfördes första gången i Stuttgart 1899 och i Stockholm 1902. Vintern 1892–1893 fortsatte han sina pianostudier i Berlin för Karl Heinrich Barth.
Han tog i början av sin bana starka intryck av Richard Wagner och Anton Bruckner, men utvecklade så småningom en lättare, nordiskt färgad stil, påverkad av bland andra Jean Sibelius och Carl Nielsen.

## Kompositioner och inspiration

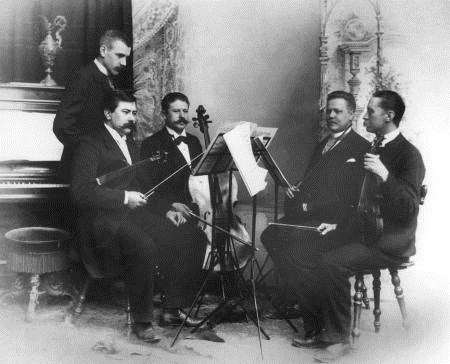
Wilhelm Stenhammar (stående) med Aulin-kvartetten.

Den första av Stenhammars symfonier går i F-dur och komponerades 1902–1903. Den är drygt 50 minuter lång, kräver stor orkester, klingar mycket romantiskt och är påverkad av bland annat Bruckners verk i genren. Kort efter att den uruppförts drog tonsättaren tillbaka den, eftersom han tyckte att den var för opersonlig. Stenhammar hade då hört sin vän Sibelius andra symfoni och blivit överväldigad av den. Stenhammars egen orkester, Göteborgs Symfoniker, tog dock långt efter hans död upp denna symfoni på sin repertoar.
Andra symfonin i g-moll skrevs 1911–1915 och blev ett starkt personligt verk. Den är omkring 45 minuter lång. Stilen är inte romantiskt översvallande utan tämligen stram, men musiken är ändå passionerad. Vissa teman har folkvisekaraktär. Stenhammars ambition med denna symfoni var att skriva "nykter och ärlig musik utan klatsch". Eftersom han inte gärna ville kännas vid sin första symfoni kallade han verket enbart "Symfoni i g-moll". Idag är den dock känd som hans "Symfoni nr 2".
Lika betydelsefull i Stenhammars produktion som den andra symfonin är den omkring 35 minuter långa serenaden i F-dur från 1913 (omarbetad 1919). Den inleds och avslutas på lättsamt serenadmanér men innehåller däremellan dramatik och "nordiskt" vemod. Stenhammar fick idén till serenaden under en längre vistelse i Italien.
Skillnaden mellan Stenhammars två pianokonserter liknar skillnaden mellan de två symfonierna: den första är brett upplagd och romantisk medan den andra är kortare och mer sammanfattad. Den första skrevs redan 1893 (den är tonsättarens "opus 1" – hans första mogna verk), och den andra tillkom 1904–1907. Partituret till den första konserten förstördes då förlaget i Tyskland bombades under andra världskriget. Solostämman och klaverutdraget till konserten fanns dock bevarade i Sverige och därför kunde Kurt Atterberg rekonstruera ett partitur, som användes fram tills man i början av 1990-talet hittades en tidigare okänd kopia av originalpartituret i ett amerikanskt bibliotek.
Stenhammar komponerade två betydelsefulla verk för piano, Tre fantasier (1895) och Sensommarnätter (utgivet 1914). Av fantasierna är den första, kraftfullt passionerad, mest känd. De övriga två är mer inåtvänd musik. Sensommarnätter består av fem ganska olika stycken, komponerade över ett tidsspann på flera år från slutet av 1890-talet. (Stenhammar komponerade ytterligare två stycken som inte kom med i den slutgiltiga sammanställningen Sensommarnätter. Ett av dem publicerades under titeln "Sensommarnätter VI" i samlingsalbumet 100 år svensk pianomusik 1982.)
Man kan sammanfattningsvis påstå att den eftertänksamma och något aristokratiska hållning som finns i Stenhammars komponerande blev tydligare ju äldre han blev.

## Göteborgstiden
Wilhelm Stenhammar var chefsdirigent för Göteborgs orkesterförening, nuvarande Göteborgs Symfoniker, under åren 1907–1922. Under Stenhammars tid spelade orkestern ofta musik av hans personliga vänner Jean Sibelius och Carl Nielsen (vilkas verk än idag är denna orkesters främsta repertoar). Stenhammar fick ge namn åt Stenhammarsalen, en mindre konsertsal i Göteborgs konserthus.
I juni 1909 fick Stenhammar ett brev från Uppsala universitets rektor Henrik Schück där denne ber Stenhammar att söka tjänsten som director musices efter Ivar Hedenblad. Stenhammar besvarade brevet och ställde sig tveksam till om han var lämplig, men Schück bedyrade i ännu ett brev att Stenhammar var just den person de sökte. Flera brev följde och Stenhammar hämtade också råd hos sina vänner, bland andra Tor Aulin. Stenhammar skickade in sin ansökan, men mot villkor att han fick vara ledig spelåret 1909–1910 för att avsluta sina åtaganden i Göteborg. Universitetet beslutade den 20 oktober att ge tjänsten åt Stenhammar (bland de sökande fanns bland andra Hugo Alfvén och Ruben Liljefors). Orkesterföreningen i Göteborg var dock angelägen om att behålla honom och presenterade en ny lösning för kapellmästartjänsten där, vilket gjorde att Stenhammar den 5 november författade sin ”definitiva avsägelse”. Han var således director musices i Uppsala under knappt en månad, men tillträdde de facto aldrig tjänsten.
Stenhammar blev hedersdoktor vid Göteborgs högskola den 16 september 1916, i samband med skolans 25-årsjubileum.

## De sista åren

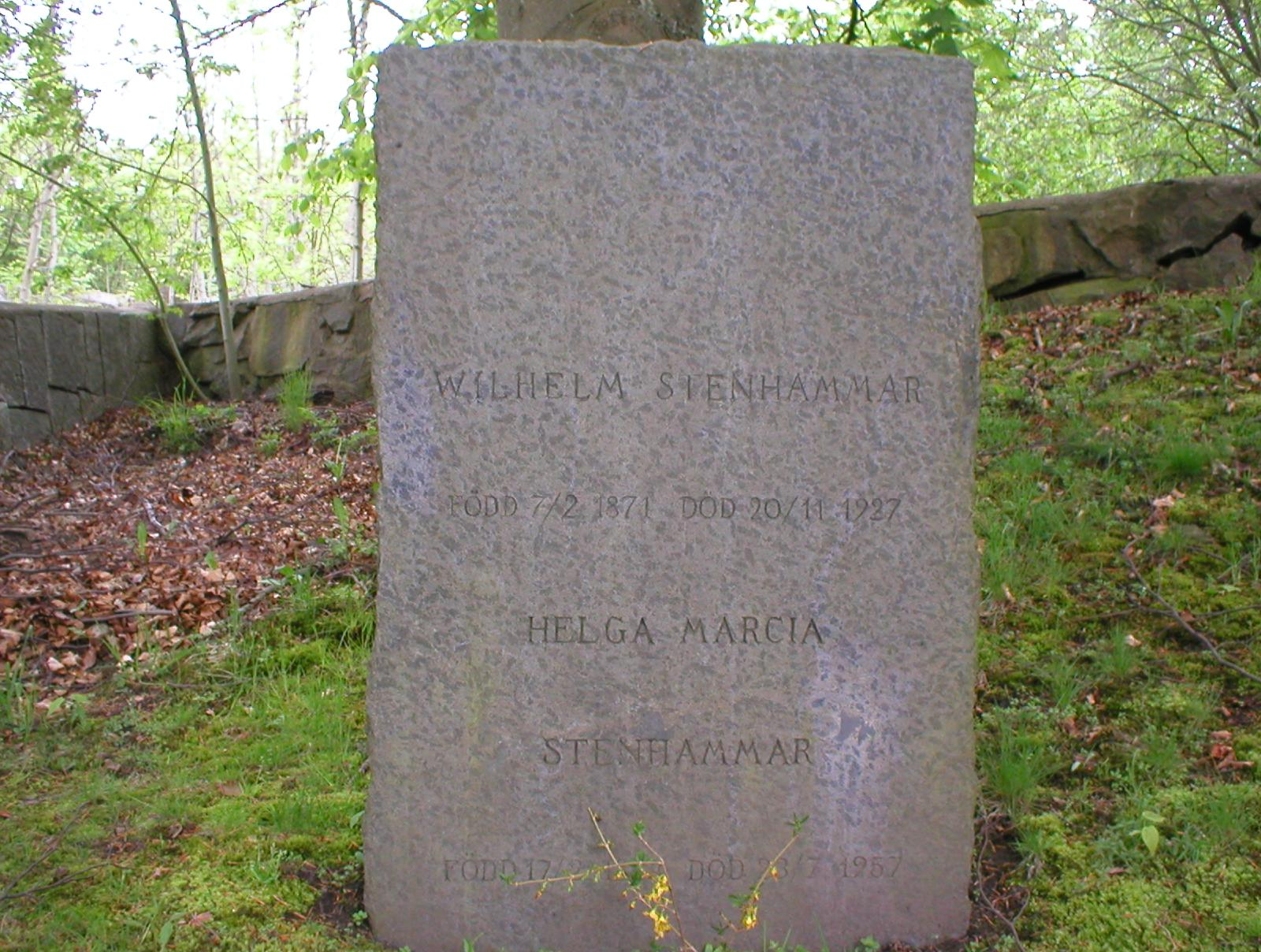
Stenhammars gravsten

Stenhammars sista stort upplagda verk blev kantaten Sången, skriven för Kungliga Musikaliska Akademiens 150-årsjubileum 1921 till en text av tonsättarkollegan och amatördiktaren Ture Rangström. Åren omkring 1920 komponerade Stenhammar också teatermusik av hög kvalitet. Under sina sista år var han sjuklig och komponerade inte mycket.
Efter att han slutat som ledare för Göteborgsorkestern var Stenhammar en kortare period verksam som dirigent vid Kungliga Teatern (operan) i Stockholm, men slutade på grund av dålig hälsa och flyttade tillbaka till Göteborgstrakten, där han avled i hjärnblödning. Stenhammar begravdes på en ganska undanskymd plats på Mariebergskyrkogården i stadsdelen Majorna i Göteborg.

## Eftermäle
Asteroiden 15239 Stenhammar är uppkallad efter honom.

## Verkförteckning
Huvudartikel: Verklista för Wilhelm Stenhammar

### Viktiga verk

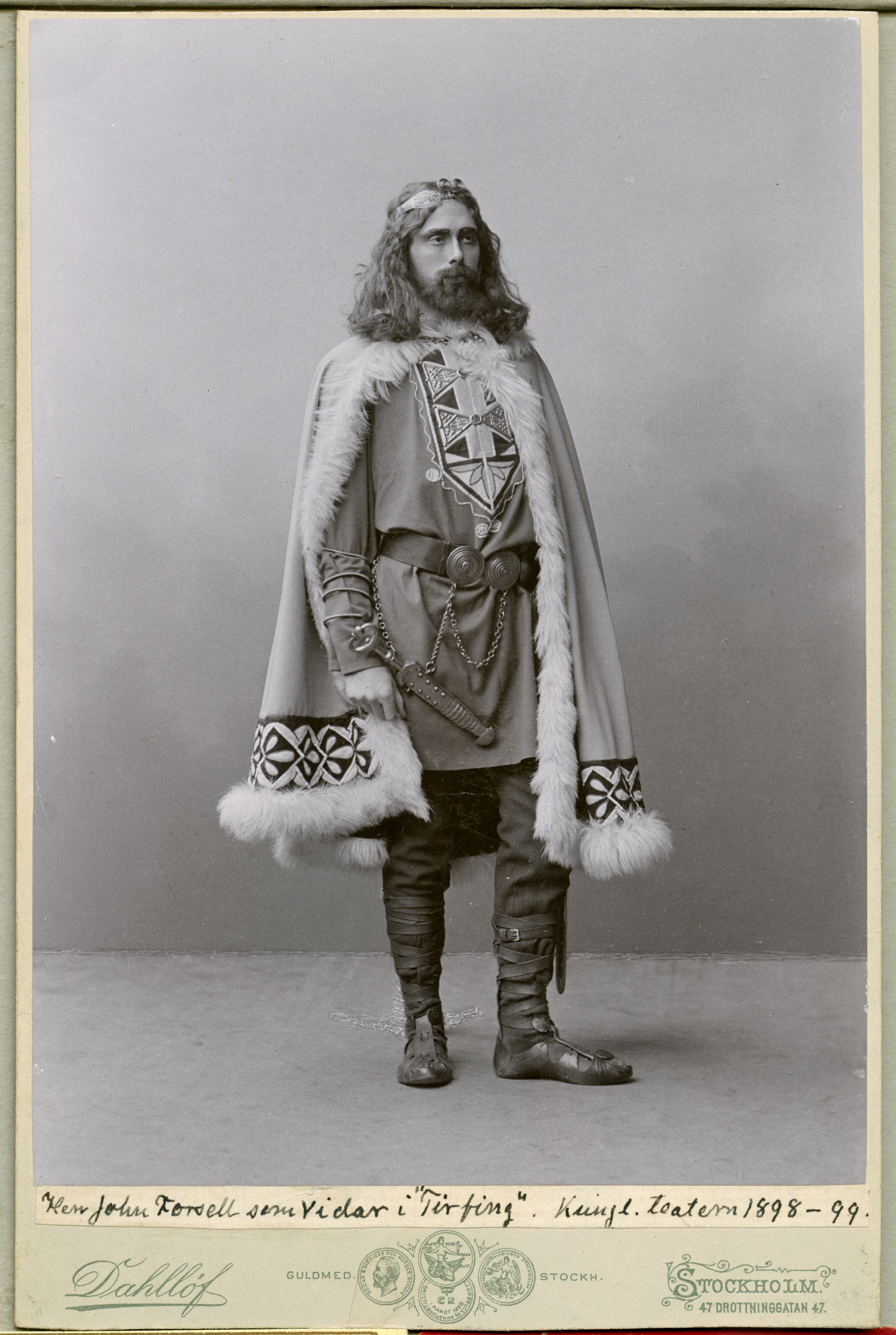
John Forsell som Vidar i Tirfing på Kungliga teatern 1898.

- Symfoni (nr 2) g-moll, opus 34 (1911–1915). Detta är den enda av Stenhammar godkända symfonin.
- Pianokonsert nr 1 b-moll, opus 1 (1893)
- Pianokonsert nr 2 d-moll, opus 23 (1904–1907)
- Excelsior! opus 13 (konsertuvertyr) (1896)
- Serenad F-dur för orkester opus 31 (1908–1913, bearbetad 1919)
- Stråkkvartetter nr 1-6 (1894–1916)
- Pianosonater nr 1-5 (1880–1895)
- Fantasi nr 1 opus 11 (1895)
- Sensommarnätter op. 33 (1914)
- Ett folk, op. 22, för baryton, kör och orkester (text: Verner von Heidenstam) (1904–1905) Den kända sången Sverige ingår i detta verk.
- Sången, op. 44, symfonisk kantat för solister, kör och orkester (text: Ture Rangström) (1920–1921)
- Tirfing, op. 15, mytisk sagodikt (Efter Hervors saga) i två akter (text: Anna Boberg) (1897–1898)
- Musik till August Strindbergs Ett drömspel, op. 36 (1916)
- Musik till Hjalmar Bergmans romantiska komedi Lodolezzi sjunger, op. 39 (1919)
- Florez och Blanzeflor, opus 3, för baryton och orkester (alternativt piano) (Oscar Levertin), 1891
- Adagio (Bo Bergman), op. 20:5, 1904
- Aftenstemning (Björnstjerne Björnson), 1888
- Fylgia (Gustaf Fröding), op. 16:4
- Flickan kom från sin älsklings möte (J.L. Runeberg)
- I skogen (A.T. Gellerstedt), 1888
- Min stamfar hade en stor pokal (Heidenstam), op. 7:3
- Månsken (Bo Bergman), op. 20:4
- Stjärnöga (Bo Bergman), op. 20:1
- En positivvisa
- Tre körvisor a cappella (Jens Peter Jacobsen) (1890)